# 曹勇 (工程师)
曹勇（1975年11月—），男，汉族，四川自贡人，中国技术工人，苏州东南碳制品有限公司技术经理，中国共产党党员。。

## 生平
四川省高等教育自学考试毕业。大专学历。
2013年，被选为第十二届全国人民代表大会江苏地区代表。